# Архиепархия Кананги
Архиепархия Кананги (лат. Archidioecesis Kanangana) — архиепархия Римско-Католической церкви с центром в городе Кананга, столице Демократической Республике Конго. В митрополию Кананги входят епархии Кабинды, Коле, Луэбо, Луизы, Мбужи-Майи, Мвеки и Тшумбе. Кафедральным собором архиепархии Кананги является Кафедральный собор святого Иосифа.

## История
18 марта 1904 года Святой Престол учредил апостольскую префектуру Кананги, выделив её из апостольского викариата Бельгийского Конго (сегодня - Архиепархия Киншасы). 13 июня 1917 года апостольская префектура Кананги была преобразована в апостольский викариат.
В марте 1921 года апостольский викариат Бельгийского Конго передал часть своей территории для возведения новой апостольской префектуры Коанго (сегодня - Епархия Киквита).
25 мая 1936 года и 13 апреля 1937 года апостольский викариат Бельгийского Конго передал часть своей территории для новых апостольский префектур Тшумбе (сегодня - Епархия Тшумбе) и Ипаме (сегодня - Епархия Идиофы).
10 марта 1949 года апостольский викариат Бельгийского Конго был переименован в апостольский викариат Лулубурга.
24 марта 1953 года апостольский викариат Лулубурга передал часть своей территории новым апостольскому викариату Кабинды (сегодня - Епархия Кабинды) и апостольской префектуре Мвеки (сегодня - Епархия Мвеки). 25 апреля 1959 года апостольский викариат Лулубурга передал часть своей территории для нового апостольского викариата Луэбо (сегодня - Епархия Луэбо).
10 ноября 1959 года апостольский викариат Лулубурга был преобразован в aрхиепархию буллой Cum parvulum Римского Папы Иоанн XXIII.
В 1963 году, 3 мая 1966 года и 26 сентября 1967 года архиепархия Лулубурга передала часть своей территории новым апостольской администратуре Мбужи-Майи (сегодня - Епархия Мбужи-Майи), епархиям Мбужи-Майи и Луизы.
14 июня 1972 года архиепархия Лулубурга была переименована в архиепархию Кананга.

## Ординарии архиепархии
- епископ Emerico Cambier (1904 — 1917);
- епископ Egide de Böck (1917 — 1921);
- епископ Auguste Declercq (1921 — 1938);
- епископ Louis-Georges-Firmin Demol (1938 — 1947);
- епископ Bernard Mels (1949 — 1967);
- епископ Martin-Léonard Bakole wa Ilunga (1967 — 1997);
- епископ Godefroid Mukeng’a Kalond (1997 — 2006);
- епископ Marcel Madila Basanguka (2006 — по настоящее время).

## Источник
- Annuario Pontificio, Libreria Editrice Vaticana, Città del Vaticano, 2003, ISBN 88-209-7422-3
- * Булла Cum parvulum Архивная копия от 9 апреля 2016 на Wayback Machine, AAS 52 (1960), стр. 372  (лат.)